# NGC 540
NGC 540 è una lontana galassia lenticolare di forma allungata, situata nella costellazione della Balena a una distanza di circa 473 milioni di anni luce dalla nostra Via Lattea.

## Scoperta
NGC 540 è stata scoperta il 15 ottobre 1885 dall'astronomo statunitense Francis Leavenworth.